# 尚勋武
尚勋武（1962年9月—），汉族，甘肃景泰人，中华人民共和国政治人物、第十一届全国政协委员。

## 生平
出生于甘肃省景泰县喜泉乡兴泉村。尚氏为中国民主促进会成员，曾担任民进中央委员、甘肃省委副主委、甘肃省农牧厅副厅长。2008年，当选第十一届全国政协委员，代表农业界，分入第三十八组。2018年1月，当选第十三届全国政协委员、甘肃省政协副主席。